# Gilonne Guigonnat
Gilonne Guigonnat (* 26. November 1998 in Ambilly) ist eine französische Biathletin.

## Karriere
Gilonne Guigonnat gab ihr Debüt auf internationaler Ebene als 17-Jährige bei den Olympischen Jugend-Winterspielen 2016 in Lillehammer.
In den folgenden drei Jahren nahm Guigonnat regelmäßig am IBU-Junior-Cup und den Junioreneuropameisterschaften teil, bei denen sie 2019 in Sjusjøen eine Silbermedaille im Sprint gewann. Sie konnte sich allerdings nie für das französische Team bei den Juniorenweltmeisterschaften qualifizieren.
Seit Ende 2019 startet Gilonne Guigonnat im IBU-Cup. In ihrer ersten Saison 2019/20 erreichte sie den 14. Platz in der Gesamtwertung, in der verkürzten Saison 2020/21 den 32. und 2021/22 den 11.
Zu Beginn der Saison 2022/23 konnte Guigonnat ihre Leistungen im Vergleich zu den Vorjahren steigern. In Ridnaun gewann sie Ende Dezember 2022 ihr erstes IBU-Cup-Rennen und übernahm damit zwischenzeitlich die Führung in der Gesamtwertung der Rennserie. Bei den Europameisterschaften 2023 in der Lenzerheide gewann sie Bronze in der Verfolgung. 

## Persönliches
Guigonnats Bruder Antonin ist ebenfalls als Biathlet aktiv.